# Erica scoparia
Erica scoparia (Еріка вінична) — вид чагарникових рослин з родини вересові (Ericaceae), поширений у пд.-зх. Європі й пн.-зх. Африці. Етимологія: лат. scopa — «віник», лат. arius — прикметниковий суфікс. Назва вказує на те, що цей вид використовувався в минулому, щоб робити віники з нього.

## Опис
Це чагарник, висота якого коливається від 1 до 3 м. Малі листки лінійні, світло-зеленуватого кольору. Квіти малі, зеленувато-жовтуваті, більш-менш розсіяні верхніми гілками; цвітуть ранньою весною. Плід — маленька коробочка.
Може зростати там же, де й Erica arborea, але остання має білуваті згруповані квіти у верхній частині гілок, крім того, у неї молоді стебла вкриті волосками, тоді як у E. scoparia — голі.

## Поширення
Північна Африка: Алжир (пн.), Марокко, Туніс, Канарські острови [Іспанія], а. Мадейра [Португалія]; Європа: Італія (вкл. Сардинія), Францію (вкл. Корсика), Португалія (вкл. Азорські о-ви), Іспанія (вкл. Балеарські о-ви); інтродукований у Нідерланди; також культивується.

## Галерея

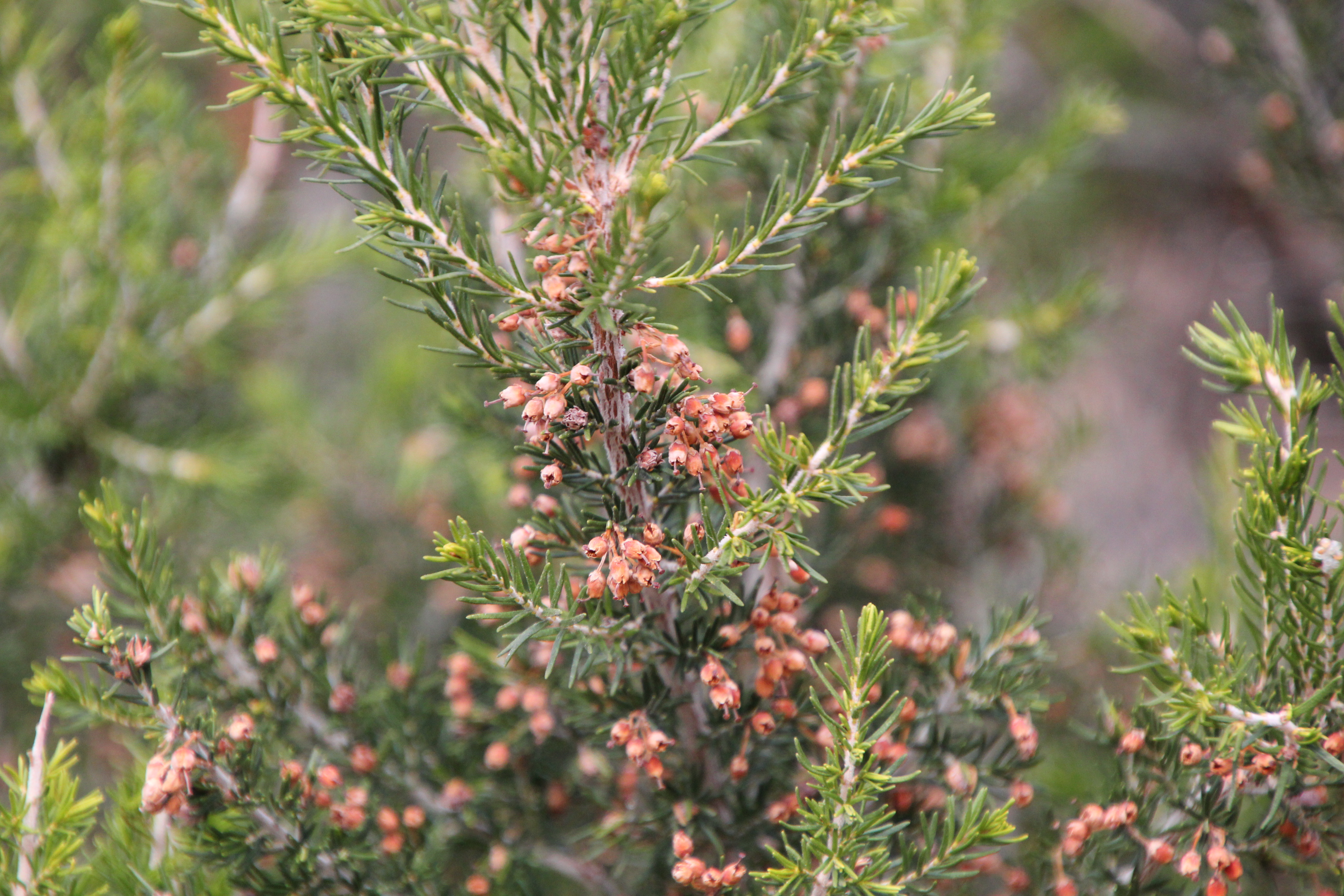
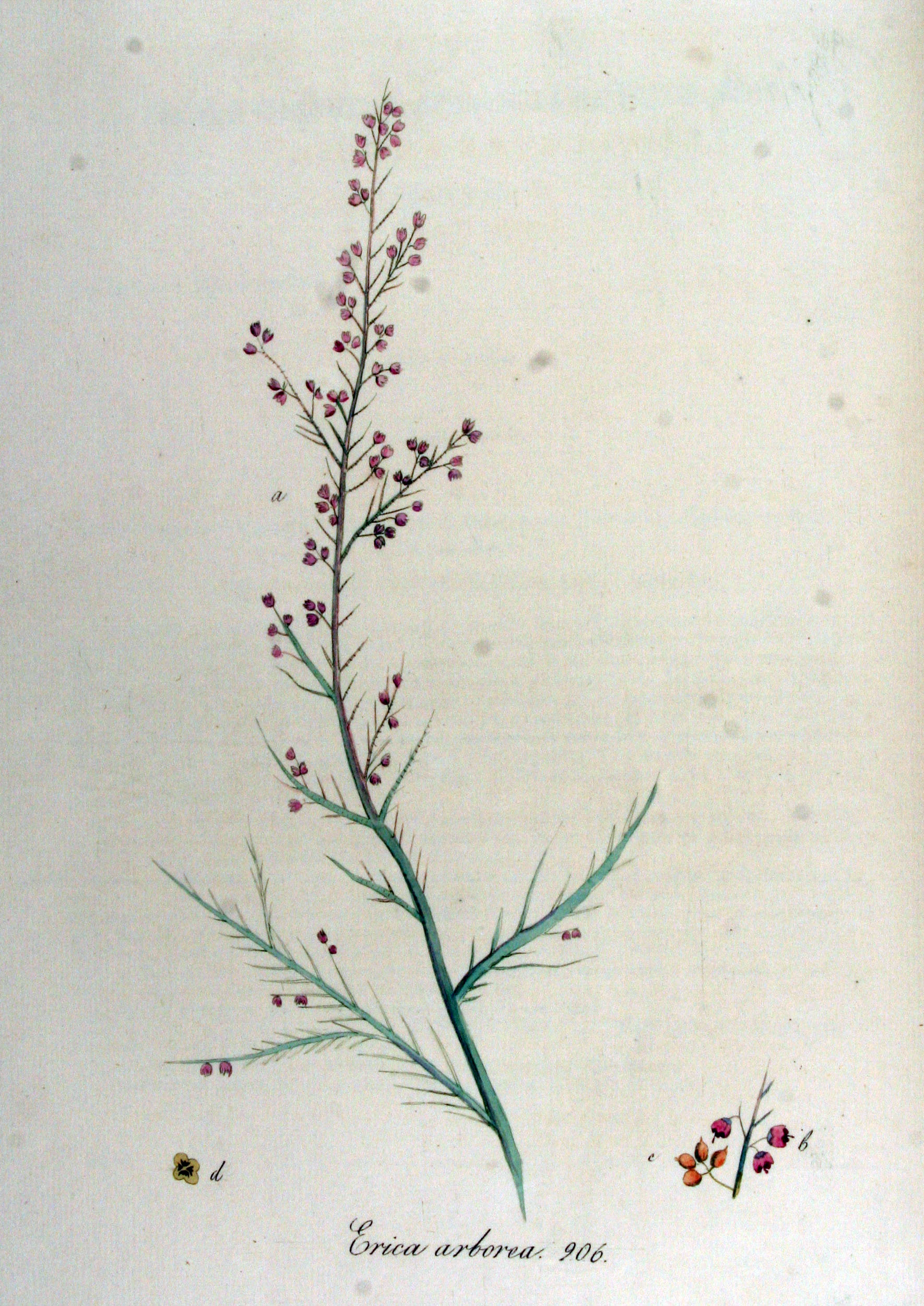